# Chenghuangtempel van Taiwanfu
De Chenghuangtempel van Taiwanfu is een taoïstische tempel die gewijd is aan de taoïstische god Chenghuang. Chenghuang is de god van het lokale gebied Tainan, de vroegere provinciehoofdstad van Taiwan en wordt daarom Taiwanfu genoemd. De tempel ligt in Tainan, Taiwan. Het is gebouwd in Minnanse stijl. Deze tempel moet men niet verwarren met de Chenghuangtempel van Taiwansheng.

## Geschiedenis
De tempel werd in 1669 gebouwd en was de eerste tempel die gebouwd werd uit de staatskas in Taiwan. De Chenghuang van de tempel wordt ook wel Weilinggong (威靈公) genoemd, omdat hij toezicht houdt over de hele provincie Taiwan. Toen Tainan nog Chengtian heette, heette de tempel Chenghuangtempel van Chengtianfu (承天府城隍廟). In 1891 verloor de tempel zijn provinciale hoofdstadstatus. De Chenghuangtempel van Xinzhu werd verheven tot tempel van de hele provincie Taiwan. Dit werd door de ambtenaren van de Qing-dynastie uitgevaardigd. Na de Tweede Wereldoorlog werd de tempel van Tainan weer de tempel die de hele provinciehoofdstad beheerde. De tempel die de hele provincie omvat, staat in Taipei en heet Chenghuangtempel van Taiwansheng.

## Verering
De tempel vereert hoofdzakelijk Chenghuang. Zijn verjaardag wordt op de 11e dag van de vijfde maand van de Chinese kalender gevierd. Daarnaast worden ook Chenghuang Furen (de echtgenote van Chenghuang), Guanyin, Ksitigarbha, Zhushengniangniang, Tianhou, Tudigong, Yuexia Laoren, Achttien Arhats, Wenwupanguan (文武判官), Fanxiejiangjun (范謝將軍), Ganliujiangjun (甘柳將軍), Vierentwintig Si (二十四司) en de Menshen (門神).